# Scream (sång av Sergej Lazarev)
Scream är en låt framförd av den ryska sångaren Sergej Lazarev. Den var Rysslands bidrag till Eurovision Song Contest 2019.

## Komposition och utgivning
Låtens musik är komponerad av Filipp Kirkorov och Dimitris Kontopoulos, med text skriven av  Kontopoulos och Sharon Vaughn. Singeln släpptes för digital nedladdning den 9 mars 2019.

## Eurovision
Låten representerade Ryssland i Eurovision Song Contest 2019 i Tel Aviv i Israel. Den framfördes i den andra semifinalen den 16 maj 2019 och gick vidare till final. Finalen gick av stapeln den 18 maj 2019 och bidraget startade som nummer 5. Bidraget slutade på tredjeplats. Hos jurygrupperna blev det nia, men fick desto fler telefonröster. I finalen vann bidraget telefonrösterna (och fick 12 poäng) i totalt 11 länder (Tjeckien, Israel, Vitryssland, Albanien, Estland, Lettland, Litauen, Armenien, Azerbajdzjan, Moldavien, San Marino), vilket var flest av alla bidrag.